# 현상학
현상학(現象學, phenomenology)은 에드문트 후설에 의해서 창시된 철학이다. 신칸트 학파와 같이 대상을 의식 또는 사유에 의해서 구성하는 논리적 구성주의에 서지 않고, 분석철학과 달리 객관의 본질을 진실로 포착하려는 데에 철학의 중심을 두는 것이다. 경험과 의식의 구조들(the structures of experience and consciousness)을 철학적으로 연구하는 것을 의미한다.

## 현상학의 선구
현상학의 선구자는 베른하르트 볼차노의 논리학과 프란츠 브렌타노의 심리학을 들 수 있다. 볼차노는 명제가 나타내는 ‘의미’는 그 진위에 상관없이 주관에서 독립하여 그 ‘자체’로 성립한다고 생각하였다. 브렌타노는 이와 같은 ‘객관’적인 진리의 심리학적 포착을 중심문제로 삼는다. 그는 의식이란 무엇에 관한 의식이라는 점에 주의하여, 의식현상의 본질은 대상을 ‘지향’하는 데 있다고 주장하였다. 브렌타노의 제자 알렉시우스 마이농(Alexius Meinong, 1853-1920)은 이와 같은 의식의 ‘지향성'이라는 관점에 의거하여 대상의 본질구조를 밝히려 했다. 그의 대상론은 보통 표상되는 현실적인 대상만이 아니고, 다만 사유될 수 있을 뿐인 ‘비현실적인 것’도 충분한 대상으로서 인정하는 것이었다.

## 후설의 현상학
후설의 현상학은 위와 같은 두 면을 이어받아, 한편에서는 객관적 진리를 어디까지나 엄밀하게 나타내려고 하는 동시에, 이것을 있는 그대로 포착하려 하는 '기술학'이다. 그는 '사상 자체에로(zu den Sachen selbst!)'라는 것을 모토로 한다. 그에 의하면 철학은 엄밀학, 보편학이어야 한다고 한다. 이제까지의 철학은 자기 자신에 대한 자성이 불충분하였고, 또 참으로 객관적인 존재로 향하지 않고 다만 주관적인 세계관을 목표로 하였기 때문에 철학의 무정부상태에 빠지지 않을 수 없었다. 철학은 이러한 점을 고쳐야만 수학과 같은 보편학으로 되어 '철학의 기초학', '엄밀학으로서의 철학'이 된다고 한다.

### 현상학적 환원
거기서 후설은 그의 철학의 방법으로서 '현상학적 환원(phänomenologische Reduktion)'이라는 것을 제창하였다. 이것에는 두 단계가 구별된다.

#### 형상적, 본질적 환원
첫째의 '형상적' 또는 '본질적 환원(eidetische Reduktion)'은 주어진 사물, 의식의 내용에 관해서 '자유변경'을 가함으로써 가변적 요소를 제거하여, 거기에 발견되는 '불변요소'를 '본질직관'을 통해 포착하는 방법이다. 이에 의해서 '본질학(또는 형상학)'으로서의 순수현상학이 가능케 된다. 이것은 말하자면 개별물에 즉응해서 이데아를 직관하는 것이다. 그러나 이 환원은 어떠한 본질학에도 필요한 방법으로 반드시 현상학에 특유한 것은 아니다.

#### 초월론적 환원
현상학에 특유한 둘째의 현상학적 환원, 협의의 현상학적 환원은 또 '초월적 환원(transzendentale Reduktion)'이라고 불리는 것으로서, 상식이나 과학이 우리들의 밖에 초월하여 있다고 이해하는 존재를 순수의식으로 환원하는 것이다. 이에 의해서 비로소 현상학 본래의 영역이 얻어진다. 그러나 환원에는 또 두 가지가 구별된다. 그 하나는 '자아론적 환원(egologische Reduktion)'이고, 다른 하나는 '간주관적 환원(intersubjektive Reduktion)'이다.

##### 자아론적 환원
'자아론적 환원'이란 초월적 존재를 개개의 자아의 순수의식으로 환원하는 것이다. 의식이란 '무엇에 관한 의식(Bewusstsein von etwas)'인데 이와 같은 의식구조를 후설은 '지향성(Intentionalität)'이라 부른다. 요컨대 상식·과학의 내용을 '지향성'이라는 구조를 가지는 순수의식으로 환원하여 거기에 사물의 순수한 본질을 포착하는 것이 현상학의 주제이다. 바꿔말하면 모든 의식양태의 근저에 순수의식을 구하여, 일체를 거기에 영사하여 보는 셈이다. 즉 모든 의식 내용에 관해서, 긍정·부정의 판단을 내리는 것을 보류하고, 그것을 일단 괄호 안에 넣는다. 이리하여 최후에 아무리 해도 괄호 안에 넣어버릴 수 없는 '현상학적 잔여'로서의 순수의식에 도달한다. 데카르트의 '코기토'의 길을 답습하는 것이다. 거기서 이 순수의식은 칸트의 선험적 주관처럼 초개인적인 논리적 의식이 아니고, 완전한 개인적 의식이다.

##### 간주관적 환원
그러나 후설은 위의 '자아론적 환원'만으로는 불충분하다 하여 이것에 다수의 자아 또는 주관에 의한 공동적 환원인 '간주관적 환원'을 첨가한다. 그것에 의해서 비로소 세계 전체가 의식내용으로 되는 것이고, 또 거기에 비로소 일체의 존재적 본질의 엄밀한 포착이 성취되는 것이다. '자아론적 환원'이 데카르트에 위치를 잡는 데 대해서, '간주관적 환원'은 라이프니츠의 '단자론'에 있어서의 '예정조화'라는 관념에 위치를 잡고 있다.

## 후설 이후
후설의 제자들 중에서 한편에서는 스승의 견지를 '선험적 환원'의 방향에서 취하여, 더구나 이 순수의식을 포착하는 현상학적 태도를 비합리적인 것으로 추진하여, 인간존재 자체의 의미를 추구하는 하이데거가 나타나서 실존철학을 창립하였다. 그러나 다른 한편에서는 '본질적 환원'의 방법을 사회·문화·종교의 영역에 사용한 막스 셸러나 니콜라이 하르트만 등이 나타났다. 한편 프랑스에서는 사르트르나 메를로 퐁티 같은 학자들이 현상학을 자신들의 철학적 전개의 핵심적 방법론으로 채택하였다.

## 같이 보기
- 칼 로저스
- 인본주의
- 지향성

## 참고 문헌
- 이 문서에는 다음커뮤니케이션(현 카카오)에서 GFDL 또는 CC-SA 라이선스로 배포한 글로벌 세계대백과사전의 내용을 기초로 작성된 글이 포함되어 있습니다.

1. 1 2 3 4 5 6 7 8 9  金淙鎬.《글로벌 세계대백과사전》, 〈현상학〉